# دانیل (یوتا)
دانیل (به انگلیسی: Daniel) شهری در ایالت یوتا کشور ایالات متحده آمریکا است که جمعیت آن در سرشماری سال ۲۰۱۰ میلادی، ۹۳۸ نفر بوده‌است.